# Erotica
 (срп. Еротика) је пети студијски албум поп певачице Мадоне, издат 20. октобра 1992. године од стране Maverick Records, Мадонине новоосноване издавачке куће, под покровитељством Warner Bros.. Албум је издат како би пропратио и промовисао Мадонину прву литерарну публикацију, под називом SEX. У то време је представљао Мадонин комерцијални неуспех, а данас се процењује да је продат у око 5 милиона примерака.

## Историја албума
је концептуални албум о сексуалности и везама. Свака песма испитује другачији аспект сексуалности. Лирички, албум не повезује секс и сексуалне везе са традиционалним идејама о романси. Иако се често узима као чисто денс албум, овај албум налази велике утицаје у хип-хопу и џезу, све у продукцији Мадониног ранијег сарадника Шепа Петибона, као и Андреа Бетса. Интересантно је да је песма In This Life базирана на "Прелудијуму број 2" Џорџа Гершвина.
Мадонине намере биле су да албум пропрати њену књигу SEX, која има исту фотографију на насловници као и сам омот албума - обрнути негатив Мадониног лица у плавим мотивима, у маниру Ендија Ворхола, који је Мадони у овом периоду и био велика артистичка инспирација (њени спотови Erotica и Deeper and Deeper су снимљени у сличном стилу као и неки Ворхолови филмови).
Ово је први Мадонин албум који је понео Parental Advisory налепницу (друга два су American Life из 2003. и The Confessions Tour из 2007). Посебна, "чиста" верзија албума је издата без сексуално експлицитне песме Did You Do It?.
Првобитно је Bad Girl требало да буде други сингл са албума и био би пропраћен експлицитним спотом као и Erotica, али због лоше реакције јавности на сам албум, до тога није дошло.
Ране верзије песама, као и оне које нису укључене на албум, нашле су се на касети под називом The Rain Tapes, а која никада није јавно изашла, већ је само регистрована у току израде албума.

#### 

##### Касета један - страна 1
| #  | Име | напомена                      | трајање | Датум              |
| -- | --- | ----------------------------- | ------- | ------------------ |
| 1. |     | последњи демо, нове хармоније | 5:23    | 6. децембар 1991.  |
| 2. |     | нови вокал - оштећено         | 5:34    | 13. новембар 1991. |
| 3. |     | последњи демо                 | 5:39    | 13. новембар 1991. |
| 4. |     | први дан - грубо              | 5:52    |                    |
| 5. |     | последњи демо                 | 4:02    |                    |
| 6. |     | други дан - грубо             | 4:22    |                    |
| 7. | *   | коначни едит демо             | 4:36    |                    |
| 8. | *   | коначни демо                  | 6:12    |                    |

##### Касета један - страна 2
| #  | Име | напомена        | трајање | Датум            |
| -- | --- | --------------- | ------- | ---------------- |
| 1. | *   | прави квалитет  | 6:31    |                  |
| 2. |     | едит            | 6:27    |                  |
| 3. |     | едит            | 5:36    |                  |
| 4. | *   | коначна верзија | 6:11    |                  |
| 5. | *   | прави квалитет  | 5:46    |                  |
| 6. |     | коначна верзија | 5:42    |                  |
| 7. |     | коначни демо    | 5:14    | 16. јануар 1992. |

##### Касета два - страна 1
| #  | Име | напомена            | трајање | Датум            |
| -- | --- | ------------------- | ------- | ---------------- |
| 1. |     | први дан            | 5:54    |                  |
| 2. |     | коначна верзија     | 5:49    |                  |
| 3. |     | груби микс          | 5:16    | 15. јануар 1992. |
| 4. |     | коначни демо        | 5:24    | 15. јануар 1992. |
| 5. |     | стара музика        | 3:55    | 17. јануар 1992. |
| 6. |     | нова музика         | 5:12    | 20. јануар 1992. |
| 7. | *   |                     | 0:36    | 15. јануар 1992. |
| 8. |     | поново стара музика | 5:15    | 22. јануар 1992. |

Напомене: Cheat (Drunk Girl) је заправо Bad Girl, а Actions Speak Louder Than Words је само Words. Песме које се нису нашле на албуму означене су звездицом. Goodbye To Innocence се касније нашла на синглу Fever.

## Оригинални планови за издање
Првобитно је албум требало да има потпуно другачији омот (који можете видети десно), али се сматрало да је сувише експлицитан, па је зато одбијен, и замењен садашњим.
Ако се садашњи омот постави на папир у који је била умотана књига SEX, савршено се уклапа.
Негде пред излазак албума, на омоту није било писаног текста, већ је садржао налепницу са натписом madonna, уз идентичан фонт као на синглу Bad Girl. Мадонин пауколики рукопис је додат у последњој фази штампања, и тако је добијен коначан омот.
Поред свих перипетија са омотом албума, било је проблема и око редоследа песама. Мадона, према изворима није била задовољна коначним редоследом, па је промењен. Првобитно је изгледао овако:
1. "Erotica"
2. "Waiting"
3. "Rain"
4. "Deeper and Deeper"
5. "Thief of Hearts"
6. "Bad Girl"
7. "Why's It So Hard"
8. "Where Life Begins"
9. "In This Life"
10. "Words"
11. "Bye Bye Baby"
12. "Secret Garden"
13. "Goodbye to Innocence"
14. "Fever".[1]

## Списак песама
| #   | Име                                                                                                 | Трајање |
| --- | --------------------------------------------------------------------------------------------------- | ------- |
| 1.  | Аутори: Мадона, Шеп Петибон, Ентони Шимкин Продуценти: Мадона, Шеп Петибон                          | 5:17    |
| 2.  | Аутори: Еди Кули, Џон Давенпорт Продуценти: Мадона, Шеп Петибон                                     | 5:00    |
| 3.  | Аутори: Мадона, Шеп Петибон, Ентони Шимкин Продуценти: Мадона, Шеп Петибон                          | 3:56    |
| 4.  | Аутори: Мадона, Шеп Петибон, Ентони Шимкин Продуценти: Мадона, Шеп Петибон                          | 5:33    |
| 5.  | Аутори: Мадона, Андре Бетс Продуценти: Мадона, Андре Бетс                                           | 5:57    |
| 6.  | Аутори: Мадона, Шеп Петибон, Ентони Шимкин Продуценти: Мадона, Шеп Петибон                          | 5:21    |
| 7.  | Аутори: Мадона, Андре Бетс Продуценти: Мадона, Андре Бетс                                           | 5:46    |
| 8.  | Аутори: Мадона, Шеп Петибон, Ентони Шимкин Продуценти: Мадона, Шеп Петибон                          | 4:51    |
| 9.  | Аутори: Мадона, Шеп Петибон, Ентони Шимкин Продуценти: Мадона, Шеп Петибон                          | 5:55    |
| 10. | Аутори: Мадона, Шеп Петибон Продуценти: Мадона, Шеп Петибон                                         | 5:24    |
| 11. | Аутори: Мадона, Шеп Петибон, Ентони Шимкин Продуценти: Мадона, Шеп Петибон                          | 5:23    |
| 12. | Аутори: Мадона, Шеп Петибон Продуценти: Мадона, Шеп Петибон                                         | 6:23    |
| 13. | (изводе Мадона, Марк Гудмен и Дејв Марфи) Аутори: Мадона, Андре Бетс Продуценти: Мадона, Андре Бетс | 4:54    |
| 14. | Аутори: Мадона, Андре Бетс Продуценти: Мадона, Андре Бетс                                           | 5:32    |

## Синглови
| #  | Име | Датум                                                     |
| -- | --- | --------------------------------------------------------- |
| 1. |     | Септембар 1992.                                           |
| 2. |     | Новембар 1992. (УК) / Децембар 1992. (САД)                |
| 3. |     | Фебруар 1993.                                             |
| 4. |     | Март 1993. (УК, Француска и Аустралија)                   |
| 5. |     | Јул 1993.                                                 |
| 6. |     | Септембар 1993. (Аустралија, Нови Зеланд, Јапан, Немачка) |

## Мадона о албуму
Идеја водиља била је да укрстимо мој певачки стил са хардкор хип-хоп сензибилитетом и створимо финални продукт који ће и даље да звучи као Мадонин албум. Највеће разочарење у мојој каријери јесте чињеница да је Erotica прошла незапажено због читаве те фрке која се дигла око књиге SEX. Једноставно се некако изгубила у свему томе. Мислим да на њој има бриљантних песама којима људи нису дали шансу. То ме је разочарало, али ме сама плоча није разочарала.

## Контроверзе
Иако је Мадона увек сугестивно изражавала своју сексуалност кроз своју уметност - примарно кроз музику и спотове - никада није била толико експлицитна као током Erotica периода своје каријере. Erotica је била један од три велика сексуално оријентисана мејнстрим пројекта које је Мадона издала у размаку од тек неколико месеци. Издата скоро истовремено кад и албум, њена контроверзна књига SEX, величине просечног сточића за кафу, садржала је Мадонине слике, на којима је скоро увек у топлесу, или потпуно нага, а на многим фоторафијама се практикују различити сексуални чинови, углавном садо-мазохистички. Мање од четири месеца касније, изашао је и њен контроверзни филм Тело Као Доказ (енгл. Body of Evidence), који је приказивао Мадону потпуно голу, и у симулираним сексуалним чиновима.

## Оцена критике и јавности
Контроверзна сексуалност представљена мејнстрим јавности током овог периода није била позитивно прихваћена. Иако је Мадона увек схватана као особа која увек има способност "да гура ствари", многи су мислили да је сада претерала. У време издавања албума, већ је била осуђена од стране јавности која је сматрала да је и раније пробила све границе сексуалности и то више није било сугестивно, већ по многима и вулгарно, као и недопустиво.
Ипак, критицизам углавном није ишао на сам еротски садржај њених пројеката, већ њихову очигледну прорачунатост и стерилност. На ту тему, Мадона је код Лерија Кинга на CNN-у 19. јануара 1999. године изјавила: "Нисам написала књигу о сексу. Написала сам књигу која -- мислим, објавила сам књигу која је у основи заправо била -- иронично ругање, стављање-главе-у-торбу-јавности фото есеј...".
Рецензије албума које су биле концентрисане строго на музичку страну албума биле су више него позитивне; Ролинг стоун је хвалио албум као један од Мадониних најбољих. Током последњих година, јавност и фанови су временом заволели албум, и сад се узима као једно од њених најбољих дела. На петнаесту годишњицу албума, Slant Magazine га је назвао "Мадоном у свом најважнијем, у свом најповерљивијем [елементу]".
Медијски и јавни напад су, сасвим логично, довели до смањене продаје албума. Иако су на почетку цифре продаје биле добре, албум се није попео на врх. Дебитовао је у Америци као #2 са 167 000 продатих примерака, али никад није стигао на #1. Слична ситуација се десила и у УК, где је такође дебитовао на #2. Албум је тада продат у разочаравајућих 2 милиона примерака у САД и Европи. Erotica је такође постао и њен први албум који није имао ниједан #1 хит у САД и УК, где је насловна песма достигла тек треће место, а Bad Girl постао њен сингл који је прекинуо непрекидни ланац од 29 узастопних Топ20 синглова у Америци, који је започео са Holiday 1983. године. Ипак, са албума је изашло 6 синглова, који су били добро прихваћени међу денс заједницом.

## Продаја
| Држава               | Највиша позиција на листи | Сертификација | Продаја    |
| -------------------- | ------------------------- | ------------- | ---------- |
| Аустралија           | 1                         | 3x Платинаст  | 210 000+   |
| Аустрија             | 10                        | Златан        | 25 000+    |
| Бразил               |                           | Златан        | 100 000+   |
| Канада               |                           | 2x Платинаст  | 200 000+   |
| Немачка              | 5                         | Златан        | 250 000+   |
| Холандија            | 8                         | Златан        | 50,000+    |
| Нови Зеланд          |                           |               |            |
| Норвешка             | 11                        |               |            |
| Шведска              | 6                         |               |            |
| Швајцарска           | 5                         | Златан        | 25 000+    |
| Уједињено Краљевство | 2                         | 2x Платинаст  | 600 000+   |
| САД                  | 2                         | 2x Платинаст  | 1 900 000+ |
| СВЕТ                 |                           | [ 13 ] [ 14 ] | 5 000 000+ |